# Homo domesticus. Une histoire profonde des premiers États
 (avril 2020).
Si vous disposez d'ouvrages ou d'articles de référence ou si vous connaissez des sites web de qualité traitant du thème abordé ici, merci de compléter l'article en donnant les références utiles à sa vérifiabilité et en les liant à la section « Notes et références ».
Homo domesticus, Une histoire profonde des premiers États est un ouvrage de l'anthropologue James C. Scott, paru aux États-Unis en 2017 et en France en 2019. Il est réédité en 2021. Il est préfacé par Jean-Paul Demoule et traduit de l’anglais (Etats-Unis) par Marc Saint-Upéry, 
Dans cet essai, "l’anthropologue américain relie la centralisation progressive du pouvoir, en Mésopotamie, à l’évolution des pratiques agricoles. (...) Ne plus seulement envisager l’homme comme espèce domesticatrice, mais aussi comme espèce domestiquée. Ce ne sont bien sûr ni la patate ni les céréales qui ont domestiqué sapiens mais une succession d’événements culminant avec l’émergence d’une institution dont nous avons cessé de percevoir les contours, tant elle est désormais ubiquitaire : l’Etat." explique Stéphane Foucart.

## Thèse
La formation des premiers États peut voir le jour uniquement à travers la culture des céréales (blé, riz, orge, millet, sorgho, maïs).
Le « module céréalier » permet notamment concentration de la production, assujettissement des paysans à l'impôt, enregistrement, stockage, rationnement, guerre, esclavage ou servitude collective, au moins en Mésopotamie, en Grèce, à Rome, en Chine, d'abord en plaine alluviale.
Par comparaison, igname, sagou, taro, plantain, arbre à pain, patate douce ou manioc ne le permettent guère, et sont donc progressivement relégués en périphérie (Zomia).
Les effondrements périodiques des États « céréaliers », archaïques, instables, fragiles, oppressifs, consisteraient surtout en une désagrégation, déconcentration ou réduction d'unités politiques relativement grandes en unités plus modestes et supposés autosuffisants, à la suite d'événements : variations climatiques, succession de récoltes insuffisantes, maladies infectieuses (végétales, animales, humaines), épuisement des sols, déforestation, envasement et salinisation, mais aussi invasions, guerres, migrations ou autres déplacements massifs de population.